# Rafael Bombelli
Rafael Bombelli (também escrito como Raffaele Bombelli e Raphael Bombelli; Bolonha, 1526 — Roma, 1572) foi um matemático e engenheiro hidráulico italiano, é autor de um tratado de álgebra e figura central na compreensão dos números imaginários.
Foi ele quem finalmente conseguiu resolver o problema dos números imaginários. Em seu livro de 1572, L'Algebra, Bombelli resolveu equações usando o método de del Ferro / Tartaglia. Ele introduziu a retórica que precedeu os símbolos representativos  +i e -i e descreveu como ambos funcionavam.

## Vida
Rafael Bombelli foi batizado em 20 de janeiro de 1526 em Bolonha, Estados Papais. Ele nasceu para Antonio Mazzoli, um comerciante de lã, e Diamante Scudieri, filha de um alfaiate. A família Mazzoli já foi bastante poderosa em Bolonha. Quando o Papa Júlio II subiu ao poder, em 1506, ele exilou a família governante, os Bentivoglios. A família Bentivoglio tentou retomar Bolonha em 1508, mas falhou. O avô de Rafael participou da tentativa de golpe e foi capturado e executado. Posteriormente, Antonio conseguiu retornar a Bolonha, tendo mudado seu sobrenome para Bombelli para escapar da fama da família Mazzoli. Rafael era o mais velho de seis filhos. Rafael não recebeu educação universitária, mas foi ensinado por um arquiteto-engenheiro chamado Pier Francesco Clementi.
Rafael Bombelli sentiu que nenhuma das obras sobre álgebra dos principais matemáticos de sua época fornecia uma exposição cuidadosa e completa do assunto. Em vez de outro tratado complicado que apenas matemáticos poderiam compreender, Rafael decidiu escrever um livro sobre álgebra que pudesse ser compreendido por qualquer pessoa. Seu texto seria independente e facilmente lido por aqueles sem educação superior.
Rafael Bombelli morreu em 1572 em Roma.

## Álgebrade Bombelli
No livro publicado em 1572, intitulado Álgebra, Bombelli fez um relato abrangente da álgebra conhecida na época. Ele foi o primeiro europeu a escrever a maneira de fazer cálculos com números negativos. O que se segue é um trecho do texto:
"Mais vezes mais marcas mais

Menos vezes menos marcas mais
Mais vezes menos marcas menos
menos vezes mais marcas menos
Mais 8 vezes mais 8 marcas mais 64
Menos 5 vezes menos 6 marcas mais 30
Menos 4 vezes mais 5 marcas menos 20

Mais 5 vezes menos 4 faz menos 20"
Conforme pretendido, Bombelli utilizou uma linguagem simples, como pode ser visto acima, para que qualquer pessoa pudesse entendê-la. Mas, ao mesmo tempo, ele foi meticuloso.

### Números complexos
Talvez mais importante do que seu trabalho com álgebra, no entanto, o livro também inclui contribuições monumentais de Bombelli para a teoria dos números complexos. Antes de escrever sobre números complexos, ele aponta que eles ocorrem em soluções de equações da forma dado que é outra maneira de afirmar que o discriminante da cúbica é negativo. A solução desse tipo de equação requer tirar a raiz cúbica da soma de um número e a raiz quadrada de algum número negativo.
Antes de Bombelli mergulhar no uso prático de números imaginários, ele entra em uma explicação detalhada das propriedades dos números complexos. De imediato, ele deixa claro que as regras da aritmética para números imaginários não são as mesmas que para números reais. Esta foi uma grande conquista, já que vários matemáticos subsequentes ficaram extremamente confusos sobre o assunto.
Bombelli evitou confusão dando um nome especial às raízes quadradas de números negativos, em vez de apenas tentar lidar com elas como radicais regulares, como outros matemáticos faziam. Isso deixou claro que esses números não eram positivos nem negativos. Esse tipo de sistema evita a confusão que Euler encontrou. Bombelli chamou o número imaginário i de "mais ou menos" e usou "menos ou menos" para -i.
Bombelli teve a clarividência de ver que os números imaginários eram cruciais e necessários para resolver as equações quárticas e cúbicas. Na época, as pessoas se preocupavam com os números complexos apenas como ferramentas para resolver equações práticas. Assim, Bombelli conseguiu obter soluções usando a regra de Scipione del Ferro, mesmo no caso irredutível, em que outros matemáticos como Cardano haviam desistido.
Em seu livro, Bombelli explica aritmética complexa da seguinte maneira:
"Mais por mais de menos, torna mais de menos.

Menos por mais de menos, torna menos de menos.
Mais por menos de menos, torna menos de menos.
Menos por menos de menos, torna mais de menos.
Mais de menos por mais de menos, torna menos.
Mais de menos por menos de menos, torna mais.
Menos de menos por mais de menos, torna mais.

Menos de menos por menos de menos torna menos."
Depois de lidar com a multiplicação de números reais e imaginários, Bombelli passa a falar sobre as regras de adição e subtração. Ele é cuidadoso em apontar que partes reais adicionam partes reais e partes imaginárias adicionam partes imaginárias.

## Reputação
Bombelli é geralmente considerado o inventor dos números complexos, já que ninguém antes dele havia feito regras para lidar com esses números, e ninguém acreditava que trabalhar com números imaginários teria resultados úteis. Escreve em seu livro: "Assim, temos um engenheiro, Bombelli, fazendo uso prático de números complexos, talvez porque eles lhe deram resultados úteis, enquanto Cardan descobriu que as raízes quadradas de números negativos eram inúteis. Bombelli é o primeiro a dar um tratamento de qualquer complexo números... É notável como ele é minucioso em sua apresentação das leis do cálculo de números complexos..."
Em homenagem a suas realizações, uma cratera lunar foi chamada de Bombelli.

## Método de Bombelli de cálculo de raízes quadradas

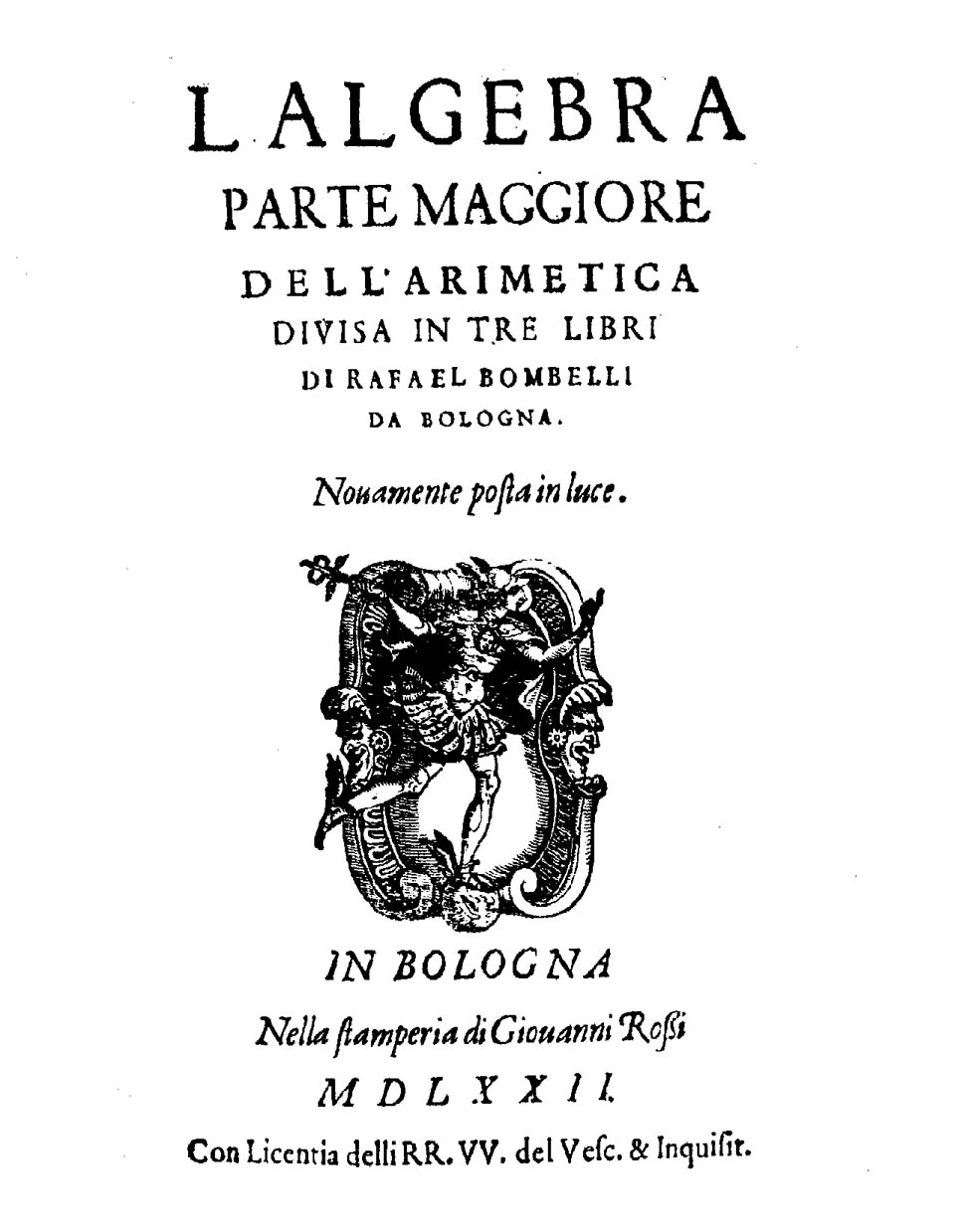
Algebra, 1572

Bombelli usou um método relacionado a frações contínuas para calcular raízes quadradas. Seu método para encontrar {\displaystyle {\sqrt {n}}} começa com {\displaystyle n=(a\pm r)^{2}=a^{2}\pm 2ar+r^{2}\ } with {\displaystyle 0<r<1\ }, a partir do qual pode ser mostrado que {\displaystyle r={\frac {|n-a^{2}|}{2a\pm r}}}.  Substituição repetida da expressão do lado direito por
em si mesmo produz uma fração contínua
{\displaystyle a\pm {\frac {|n-a^{2}|}{2a\pm {\frac {|n-a^{2}|}{2a\pm {\frac {|n-a^{2}|}{2a\pm \cdots }}}}}}}
para a raiz, mas Bombelli está mais preocupado com melhores aproximações para. O valor escolhido para é qualquer um dos números inteiros cujos quadrados
encontra-se entre. O método fornece os seguintes convergentes para {\displaystyle {\sqrt {13}}\ } enquanto o valor real é 3,605551275...:
{\displaystyle 3{\frac {2}{3}},\ 3{\frac {3}{5}},\ 3{\frac {20}{33}},\ 3{\frac {66}{109}},\ 3{\frac {109}{180}},\ 3{\frac {720}{1189}},\ \cdots }
O último convergente é igual a 3,605550883.... O método de Bombelli deve ser comparado às fórmulas e resultados usados por Heron e Arquimedes {\displaystyle {\frac {265}{153}}<{\sqrt {3}}<{\frac {1351}{780}}} usado por Arquimedes em sua determinação do valor de {\displaystyle \pi \ } pode ser encontrado usando 1 e 0 para os valores iniciais de {\displaystyle r}.

## Números complexos
Ele foi pioneiro em determinar as regras algébricas dos números negativos e dos números complexos, em sua obra L'Algebra. Até então, problemas como a solução da equação do segundo grau a x2 + b x + c = 0 tinham que ser escritos como diversos problemas diferentes (uma regra para resolver a x2 = b x + c, outra para resolver a x2 + c = b x, etc).
Bombelli introduziu os números complexos no contexto da resolução da equação do terceiro grau x3 = 15 x + 4, que, resolvida pelo método de Cardano, chega a {\displaystyle {\sqrt[{3}]{2+{\sqrt {0-121}}}}+{\sqrt[{3}]{2-{\sqrt {0-121}}}}\,}. Neste ponto, os matemáticos anteriores paravam, não dando uma solução - este caso era chamado de casus irreducibilis.
Bombelli concluiu que {\displaystyle (2+{\sqrt {0-1}})^{3}=2+{\sqrt {0-121}}\,} e {\displaystyle (2-{\sqrt {0-1}})^{3}=2-{\sqrt {0-121}}\,}, portanto a expressão {\displaystyle {\sqrt[{3}]{2+{\sqrt {0-121}}}}+{\sqrt[{3}]{2-{\sqrt {0-121}}}}\,} fornece a solução x = 4.